# 2005 au Mexique
Cet article traite des événements qui se sont produits durant l'année 2005 au Mexique.

## Événements

### Janvier 2005
- 30 janvier : le Parti nouvelle alliance est fondé.

### Mars 2005
- 3 mars : Víctor Trujillo (en), surnommé « Bozo », présente des vidéos montrant une preuve de la corruption des fonctionnaires du District Fédéral, initiant les scandales connus sous le nom de « Videoescándalos (en) ».
- 23 mars : le Partenariat pour la sécurité et la prospérité est signé par les chefs du Canada, du Mexique et des États-Unis à Waco au Texas.

### Avril 2005
- 7 avril : la Chambre des députés vote pour lever l'immunité constitutionnelle d'Andrés Manuel López Obrador contre la prosécution.

### Juin 2005
- 8 juin : Alejandro Domínguez Coello (en), chef de police de Nuevo Laredo, est tué.

### Juillet 2005
- 18 juillet : l'ouragan Emily, de catégorie 4, frappe la péninsule du Yucatán.

### Octobre 2005
- 4 octobre : l'ouragan Stan, de catégorie 1, frappe l'État de Veracruz.
- 21 octobre : l'ouragan Wilma, de catégorie 4, frappe la péninsule du Yucatán.

### Novembre 2005
- 10 novembre : début de la crise diplomatique entre le Mexique et le Venezuela de 2005 (en).

## Décès notoires
- 22 janvier : Consuelo Velázquez (à 88 ans), une pianiste et compositrice
- 27 mars : Rigo Tovar (à 58 ans), un chanteur
- 5 juin : Adolfo Aguilar Zínser (à 55 ans), un politicien
- 8 juin : Alejandro Domínguez Coello (en) (à 52 ans, un chef de police
- 2 juillet : Martín Sánchez (à 26 ans), un boxeur
- 6 juillet : Marga López (à 81 ans), une actrice originaire de l'Argentine